# 吉津度

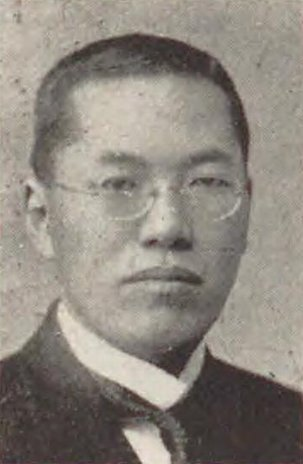
吉津度

吉津 度（よしづ わたる、1878年（明治11年）1月1日 - 1956年（昭和31年）6月30日）は、日本の衆議院議員（立憲政友会）。医師、医学者。

## 経歴
堺県若江郡若江村（現在の大阪府東大阪市）出身。1905年（明治39年）、内務省医術開業試験に合格。陸軍三等軍医となり、日露戦争に従軍した。除隊後、大阪細菌研究所所長、梅田病院院長を務めた。また、大阪府会議員、同参事会員、同議長、大阪市会議員を務めた。
1924年（大正13年）、第15回衆議院議員総選挙に出馬し、当選。第16回衆議院議員総選挙でも再選を果たした。
さらに、大阪医学高等専門学校（現在の大阪医科薬科大学）を設立し、理事長兼講師を務めた。その他、三友製薬合名会社社長を務めた。